# Trenton (Illinois)
Trenton è un comune degli Stati Uniti d'America, situato nell'Illinois, nella contea di Clinton.